# Porto Open 2025 - Doppio femminile
Il doppio femminile del torneo di tennis professionistico Porto Open 2025, facente parte della categoria WTA 125 nell'ambito del WTA 125 2025, si è svolto dal 14 al 19 luglio 2025 a Porto, in Portogallo.
In finale Carmen Corley e Ivana Corley hanno sconfitto Liang En-shuo e Peangtarn Plipuech con il punteggio di 6-3, 6-1.
Arianne Hartono e Prarthana Thombare erano le campionesse in carica, ma entrambe hanno scelto di non partecipare a questa edizione del torneo.

## Teste di serie
1. Francisca Jorge /  Matilde Jorge (quarti di finale)
2. Madeleine Brooks /  Eudice Chong (quarti di finale)

1. Estelle Cascino /  Carole Monnet (semifinale)
2. Céline Naef /  Heather Watson (ritirate)

## Wildcard
1. Ana Filipa Santos /  Angelina Voloshchuk (primo turno)

## Alternate
1. Teresa Franco Dias /  Rinko Matsuda (primo turno)

## Tabellone

### Legenda
| - Q = Qualificato - WC = Wild card - LL = Lucky loser | - ALT = Alternate - SE = Special Exempt - PR = Protected Ranking | - w/o = Walkover - r = Ritirato - d = Squalificato |

|  | Primo turno | Primo turno                | Primo turno                | Primo turno       | Primo turno |  |  | Quarti di finale | Quarti di finale     | Quarti di finale     | Quarti di finale     | Quarti di finale  |   |      | Semifinali | Semifinali                 | Semifinali                 | Semifinali                       | Semifinali                       |   |   | Finale | Finale | Finale | Finale | Finale |  |
|  |             |                            |                            |                   |             |  |  |                  |                      |                      |                      |                   |   |      |            |                            |                            |                                  |                                  |   |   |        |        |        |        |        |  |
|  | 1           | F Jorge M Jorge            | F Jorge M Jorge            | 6                 | 7           |  |  |                  |                      |                      |                      |                   |   |      |            |                            |                            |                                  |                                  |   |   |        |        |        |        |        |  |
|  |             | A Raina L Tararudee        | A Raina L Tararudee        | 2                 | 5           |  |  | 1                | F Jorge M Jorge      | F Jorge M Jorge      | 64                   | 2                 |   |      |            |                            |                            |                                  |                                  |   |   |        |        |        |        |        |  |
|  |             | A Čaraeva G Knutson        | A Čaraeva G Knutson        | 6                 | 6           |  |  |                  | A Čaraeva G Knutson  | A Čaraeva G Knutson  | 7                    | 6                 |   |      |            |                            |                            |                                  |                                  |   |   |        |        |        |        |        |  |
|  | Alt         | T Franco Dias R Matsuda    | T Franco Dias R Matsuda    | 0                 | 4           |  |  |                  |                      |                      |                      |                   |   |      |            | A Čaraeva G Knutson        | A Čaraeva G Knutson        | 5                                | 3                                |   |   |        |        |        |        |        |  |
|  | 4           | C Naef H Watson            | C Naef H Watson            | C Naef H Watson   |             |  |  |                  |                      |                      | C Corley I Corley    | C Corley I Corley | 7 | 6    |            |                            |                            |                                  |                                  |   |   |        |        |        |        |        |  |
|  |             | C Corley I Corley          | C Corley I Corley          | C Corley I Corley | w/o         |  |  |                  | C Corley I Corley    | C Corley I Corley    | 6                    | 6                 |   |      |            |                            |                            |                                  |                                  |   |   |        |        |        |        |        |  |
|  |             | M Ayukawa B Szabó          | 4                          | 6                 | [10]        |  |  |                  | M Ayukawa B Szabó    | M Ayukawa B Szabó    | 3                    | 3                 |   |      |            |                            |                            |                                  |                                  |   |   |        |        |        |        |        |  |
|  | WC          | AF Santos A Voloshchuk     | 6                          | 4                 | [0]         |  |  |                  |                      |                      |                      |                   |   |      |            | Carmen Corley Ivana Corley | Carmen Corley Ivana Corley | 6                                | 6                                |   |   |        |        |        |        |        |  |
|  |             | L Cabrera T Preston        | L Cabrera T Preston        | 3                 | 4           |  |  |                  |                      |                      |                      |                   |   |      |            |                            |                            | Liang En-shuo Peangtarn Plipuech | Liang En-shuo Peangtarn Plipuech | 3 | 1 |        |        |        |        |        |  |
|  |             | R Bhatia M Dražić          | R Bhatia M Dražić          | 6                 | 6           |  |  |                  | R Bhatia M Dražić    | R Bhatia M Dražić    | 2                    | 1                 |   |      |            |                            |                            |                                  |                                  |   |   |        |        |        |        |        |  |
|  |             | F Christie A Wagner        | F Christie A Wagner        | 4                 | 4           |  |  | 3                | E Cascino C Monnet   | E Cascino C Monnet   | 6                    | 6                 |   |      |            |                            |                            |                                  |                                  |   |   |        |        |        |        |        |  |
|  | 3           | E Cascino C Monnet         | E Cascino C Monnet         | 6                 | 6           |  |  |                  |                      |                      |                      |                   |   |      | 3          | E Cascino C Monnet         | 6                          | 4                                | [6]                              |   |   |        |        |        |        |        |  |
|  |             | E-s Liang P Plipuech       | E-s Liang P Plipuech       | 6                 | 6           |  |  |                  |                      |                      | E-s Liang P Plipuech | 2                 | 6 | [10] |            |                            |                            |                                  |                                  |   |   |        |        |        |        |        |  |
|  |             | E Ovčarenko E Webley-Smith | E Ovčarenko E Webley-Smith | 1                 | 4           |  |  |                  | E-s Liang P Plipuech | E-s Liang P Plipuech | 6                    | 6                 |   |      |            |                            |                            |                                  |                                  |   |   |        |        |        |        |        |  |
|  |             | V D'jačenko V Hrunčáková   | V D'jačenko V Hrunčáková   | 5                 | 4           |  |  | 2                | M Brooks E Chong     | M Brooks E Chong     | 4                    | 4                 |   |      |            |                            |                            |                                  |                                  |   |   |        |        |        |        |        |  |
|  | 2           | M Brooks E Chong           | M Brooks E Chong           | 7                 | 6           |  |  |                  |                      |                      |                      |                   |   |      |            |                            |                            |                                  |                                  |   |   |        |        |        |        |        |  |